# 横浜市立今宿小学校
横浜市立今宿小学校（よこはましりつ いまじゅくしょうがっこう）は神奈川県横浜市旭区にある公立小学校。

## 沿革
- 1965年9月 - 横浜市立都岡小学校今宿分校として発足。当時の校舎は現第一校舎の右側の6教室と職員室兼保健室、校長室のみであった。
- 1966年4月 - 横浜市立今宿小学校として独立開校。
- 1968年4月 - 第二校舎右側完成。
- 1969年8月 - 旧プール完成。
- 1971年
  - 4月 - 体育館完成。
  - 10月 - 校歌制定。
- 1972年10月 - 第二校舎左側の増築部分完成。
- 1975年2月 - 第一校舎左側の増築部分の完成をもって、現在の校舎が全て完成する。
- 1975年10月 - 創立10周年事業実施。記念誌「今宿のあゆみ」刊行。
- 1982年4月 - 学区内の児童増に伴い、今宿南小学校が独立開校。今宿南町域の児童は今宿南小学校に通うこととなる。
- 1995年 - 創立30周年事業実施。記念写真集「学区の四季」刊行。
- 2015年 - 創立50周年事業実施。

## 学区
- 今宿東町
- 今宿西町の一部
- 鶴ヶ峰本町

## 特徴
- 横浜市西部、旭区のほぼ中央に位置する小学校である。丘陵地帯に位置し、富士山を校舎からも望むことが出来る。
- 同学区は、かつては雑木林の広がる農村地区であり、「お林山」と呼ばれていた。また「絹の道」と呼ばれた国道16号が校区内を縦断していることもあり、古くからスカーフ等の捺染工業が盛んであったが、昭和50年代以降の開発により急激に宅地化が進んだことにより姿を消した。
- 学校開設にあたり、現在地の南にあたる今宿東町709番地付近も第二候補地として調査が進んでいた。
- まだ捺染工場が校区内に存在していた2005年までは、運動会の参加賞としてそれらの工場で染められた3色染のハンカチが児童全員に配布された。デザインは児童の手によるもので、毎年新しい絵が選ばれた。多くは運動会をモチーフにしたものであった。2006年以降はクリアファイル等に変更されている。
- 1991年頃まで、「どじょうつかみ取り大会」という行事がプールで行なわれていた。浅く水を張ったプールに数百匹のどじょうを放ち、児童が素手でつかまえるというものである。児童は各々の家にどじょうを持ち帰り飼育した。
- かつては南側の門を正門とし、児童はこの門からのみ登校を許可されていた。しかし現在は使われておらず旧東門が正門となっている。もっとも、開校時は現正門しか存在しておらず本来の形に戻ったと言える。2020年の運動会では、コロナウイルス感染防止対策として正門付近での混雑を避けるため、十数年ぶりに南門が使用された。
- 校章に描かれる六つの輪は、児童をとりまく「家庭」「学校」「社会」、児童に期待する「学力向上」「健康」、明るくのびのびとした「躾」を表している。また、一年から六年までの学年も表している。
- 現在のプールは、小学校のプールとしては珍しく観客席を有している。
- 渡り廊下の下に、かつて校区で使用された農具や古民具を展示する資料室がある。

## 周囲の施設
- 相模鉄道 鶴ヶ峰駅
- 国道16号
- 旭区総合庁舎
- 横浜市立今宿中学校
- 横浜市立鶴ヶ峰中学校
- 六ツ塚